# Feed no Food
Das Konzept Feed no Food (von englisch Feed = Verfüttern und Food = Lebensmittel oder Essen = Verfüttere keine Lebensmittel) ist ein innovativer Ansatz zur nachhaltigen Nahrungsmittelproduktion. Es hat die Optimierung der Landnutzung, den Schutz der Umwelt und der Tiere und die Verbesserung der Qualität unserer Lebensmittel zum Ziel. Der Ansatz basiert auf dem Grundsatz der direkten Lebensmittelproduktion für den Menschen, statt des Anbaus von Futter für Nutztiere, was in der Regel weniger effizient ist und zu erhöhtem Ressourcenverbrauch führt.
Dieser Paradigmenwechsel in der Landwirtschaft versucht, die Herausforderungen einer wachsenden Weltbevölkerung und begrenzten landwirtschaftlichen Ressourcen zu meistern, indem er sechs Schlüsselbereiche berücksichtigt. Der Leitgedanke des Konzeptes ist „Ackerfläche zuerst für Menschen, Grasland für Tiere!“, der eine Vision für eine regenerative Landwirtschaft und nachhaltige Ernährung bietet, die mit Gesundheit, Tierwohl und Umweltschutz im Einklang steht.

## Ursprung und Geschichte von Feed no Food am Beispiel der Schweiz
Die genauen Ursprünge des Begriffs sind nicht bekannt. Jedoch gab es vornehmlich in der Schweiz immer mal wieder Fortschritte und Berichte, die die Konzepte und Ideale von Feed no Food verfolgten. Hier ist insbesondere die „Initiative für sichere Ernährung“ zu nennen. Eine der Kernaussagen der Initiative ist: „Die Wiesen und Weiden der Schweiz eignen sich für die graslandbasierte Fleisch- und Milchproduktion. Hingegen steht der heutige Futtermittelanbau wie Mais und Getreide auf 60 % der inländischen Ackerflächen in direkter Konkurrenz zur menschlichen Ernährung.“ Die Forderung der Initiative: „Für eine sichere Ernährung soll der Netto-Selbstversorgungsgrad von heute 50 % auf mindestens 70 % erhöht werden und dafür die Land- und Ernährungswirtschaft vermehrt auf die Produktion und den Konsum von pflanzlichen Lebensmitteln ausgerichtet werden.“
Das Forschungsinstitut für biologischen Landbau FiBL hat bereits von Oktober 2009 bis Oktober 2010 eine Studie zu diesem Thema erstellt. 2011 wurde von Hanspeter Schenk, einem Biolandwirt aus Renan (Jura) berichtet. Dieser gab seinen Kühen nur eigenes Gras zu fressen und im Winter Heu. Die deutlich geringere Milchleistung (4.900 Liter im Vergleich zu 8.499 Litern bei einer mit Kraftfutter gefütterten Kuh (Deutschland, 2022)) machte er durch einen höheren Milchpreis wieder wett.
Im April 2012 beschäftigte sich ein Beitrag in Naturschutz.ch mit dem Thema. Hierin wird bereits die Hauptmaxime „Der Anbau von Kraftfutter steht in Konkurrenz zum Anbau von Pflanzen für die menschliche Ernährung.“ dargestellt und auf das FIBL-Projekt verwiesen.
2018 veröffentlichte die „Plattform Agenda 2030“ ein Papier unter dem Titel „Wie nachhaltig ist die Schweiz“ und schreibt darin: „Die Schweiz als Grasland ist für die Haltung von Wiederkäuern prädestiniert, da diese das Gras in hochwertiges Eiweiß umwandeln. Allerdings muss die Prämisse Feed no Food gelten. D. h. der Kraftfuttereinsatz in der Milch- und Rindfleischproduktion muss massiv gesenkt werden. Damit wird der Import von Kraftfutter reduziert, die Konkurrenz zwischen Futtermittel- und Nahrungsmittelproduktion minimiert sowie die Umweltbelastung, welche durch die Produktion von Kraftfutter entsteht, reduziert.“
Im Mai 2022 schloss sich auch Aldi Suisse den Überzeugungen von Feed no Food an und berichtet über seine „retour aux sources“-Produkte. Diese werden nach den „Prüf nach“-Kriterien hergestellt. Aldi Suisse hebt die Bedeutung für das Tierwohl, eine artgerechte Fütterung und den Beitrag zum Klimaschutz dabei besonders hervor. Das Unternehmen kommt dabei zu dem Schluss: „Kühe haben sich über Millionen von Jahren ans Gras fressen angepasst und standen daher nie in Nahrungsmittelkonkurrenz zum Menschen. Wir finden: Nutzen wir diese Fähigkeit sinnvoll und verfüttern wir ihnen nicht unser Essen! Feed no Food!“
Im Oktober 2022 schreibt Catherine Pfeifer, Ökonomin und Forscherin im Bereich Food System Science am Forschungsinstitut für biologischen Landbau (FiBL) auf der Seite von BioSuisse: “[…] Diese Flächen könnten auch zur Produktion von Getreide direkt für die menschliche Ernährung verwendet werden, nach dem Motto Feed no Food. Jedoch sind Tiere definitiv wichtig für unser System, denn aus ihnen werden hochwertige tierische Lebensmittel wie Milch, Eier und Fleisch gewonnen. Und ihr Mist kann wiederum zum Düngen der Felder genutzt werden. Somit helfen die Tiere uns, Kreisläufe zu schliessen, in dem sie Biomasse wie Gras oder Futterabfälle verwerten, welche nicht direkt für uns Menschen von Nutzen sind. Das bedeutet in anderen Worten, dass kein Tierfutter mehr vom Ackerland kommen sollte, sondern nur vom Grasland […]“.
Der Bündner Fleischproduzent Adrian Hirt mit seiner Firma Alpahirt, bezieht seine Tiere von rund 80 Landwirten. Er unterstützt von Anfang an die „Initiative für eine sichere Ernährung“ und startet 2023 eine Art Relaunch der Idee: „Ich engagiere mich dafür, dass das Naturfleisch auf Weidehaltung basiert und die Tiere nicht mit Kraft- und Importfutter ernährt werden. Das nennt sich Feed no Food und ist sehr gut für Mensch, Tier und Umwelt.“

## Schlüsselbereiche
Das Feed no Food-Konzept zielt darauf ab, die Landwirtschaft und die Nahrungsmittelproduktion nachhaltiger und effizienter zu gestalten. Es beinhaltet sechs Schlüsselbereiche, die sich auf verschiedene Aspekte der Nahrungsmittelproduktion beziehen:

### 1. Ackerflächen
Zum einen geht es um die Optimierung der Nutzung von Ackerflächen. Derzeit wird ein Großteil der Ackerflächen für den Anbau von Tierfutter verwendet. Schätzungen gehen von weltweit 33 % bis 70 % an Ackerflächen aus (Europa etwa 60 %), die direkt oder indirekt zur Produktion von Tierfutter verwendet werden. In der Schweiz schwanken diese Zahlen zwischen 43 % und 60 %.
Diese intensive Nutzung führt zu erheblichen Auswirkungen auf die Nahrungsmittelversorgung und die Umwelt. Feed no Food setzt auf regenerative Landwirtschaft und priorisiert den direkten Anbau von Nahrungsmitteln für Menschen. Zudem werden Nebenprodukte und organische Abfälle als Tierfutter genutzt, um die Effizienz zu verbessern und den Ressourcenverbrauch zu minimieren.

#### Regenerative Landwirtschaft
Die regenerative Landwirtschaft bildet eine wichtige Grundlage für den Feed no Food-Ansatz. Sie setzt auf die Revitalisierung und den Erhalt eines gesunden Bodenlebens und verfolgt Praktiken wie minimale Bodenbearbeitung, aerobe Kompostierung und den Verzicht auf synthetische Pestizide. Deren Verwendung hat im Übrigen zwischen dem Jahr 2000 und 2019 um 36 % zugenommen.
Ein zentrales Element ist dabei die Einbindung der Weidewirtschaft, bei der Wiederkäuer das Pflanzenwachstum durch natürliche Herdenbewegung fördern und gleichzeitig den Nährstoffkreislauf schließen. Durch die Nutzung von landwirtschaftlichen Nebenprodukten und organischen Abfällen als Tierfutter entsteht ein effizientes, nachhaltiges System.

#### Kreislaufwirtschaft
Die Kreislaufwirtschaft, als ein effizienter Ansatz zur Ressourcennutzung, fügt sich nahtlos in das Feed no Food-Konzept ein. Anstatt Ressourcen zu erschöpfen und Abfall zu erzeugen, zielt die Kreislaufwirtschaft darauf ab, Material- und Produktströme zu schließen und Rohstoffe möglichst lange im Umlauf zu halten. Dabei spielen biogene Kreisläufe, etwa der Kompostierungsprozess, eine wichtige Rolle. Im Kontext von Feed no Food dient die Kreislaufwirtschaft der effizienten Nutzung von Ackerflächen, indem sie Futtermittelproduktion reduziert und somit den Wettbewerb um Nahrungsmittel zwischen Mensch und Tier verringert.

### 2. Lebensmittelproduktion
Die Verwendung von landwirtschaftlichen Flächen zur direkten Nahrungsmittelproduktion anstelle des Anbaus von Tierfutter könnte die Effizienz der Nahrungsmittelproduktion verbessern. Dies liegt an den erheblichen Energieverlusten, die durch die Umwandlung von pflanzlichen Futtermitteln in tierische Produkte entstehen.
Ein beachtlicher Teil der aufgenommenen Energie wird für tierische Lebensprozesse verwendet, nur ein Bruchteil wird in Fleisch, Milch oder Eier umgewandelt. Dabei sind bestimmte Tierarten, wie Schweine und Hühner, stärker auf Getreide angewiesen, was die Problematik erhöht. Verschlimmert wird das Problem ferner durch die starke Erhöhung des Fleischkonsums. Ein Bericht der UN besagt, dass 2019 rund 337 Millionen Tonnen Fleisch produziert wurde, was einen Anstieg von 44 % im Vergleich zum Jahr 2000 bedeutet und dabei Hühner den größten Anteil haben.
Hinzu kommen die enormen, negativen Auswirkungen des Getreideanbaus auf den Treibhauseffekt. Das zusammenfassende Ergebnis einer Studie besagt, dass die Stabilisierung der Treibhausgasemissionen aus Ackerland bei steigender landwirtschaftlicher Nachfrage zur Bekämpfung des Klimawandels entscheidend ist.
Eine sorgfältige Planung solcher Umstellungen ist entscheidend, um negative Auswirkungen zu minimieren. Es gibt zudem Flächen, die für den Anbau ungeeignet, aber zur Tierproduktion geeignet sind und im Feed no Food-Konzept genutzt werden könnten.

### 3. Grasland
Graslandflächen machen rund 40 % der globalen Landflächen aus (die wiederum etwa 30 % der Erdoberfläche ausmachen) und sind oft für den Ackerbau ungeeignet. Der Boden ist zu karg oder die Flächen liegen an zu großen Steigungen. In der Feed no Food-Strategie wird Grasland jedoch als effiziente Möglichkeit gesehen, Nahrung auf ansonsten unbrauchbarem Land zu erzeugen. Insbesondere Wiederkäuer, wie Kühe, Schafe und Ziegen, können die dort wachsenden Gräser und Kräuter in für Menschen nutzbare Proteine umwandeln. In der Schweiz macht der Anteil des Graslandes mit 1.150.000 Hektar gar 78 % der gesamten land- und alpwirtschaftlich genutzten Flächen aus – das Potenzial ist demnach sehr hoch.
Agrarheute berichtet darüber, dass landwirtschaftliche Böden, insbesondere Grasland, eine wichtige Rolle beim Klimaschutz spielen, da sie große Mengen an CO₂ speichern. Wissenschaftler haben festgestellt, dass Grünland doppelt so viel Kohlenstoff speichert wie Ackerböden und sogar mehr als Wälder.
Natürlich kommt es dabei darauf an, wie dieses Grasland entstanden ist. Ein Rind, das auf einer Grasfläche frisst, die zuvor entwaldet wurde, verursacht zwölfmal so viel Treibhausgasemissionen, wie ein Tier, das auf einer natürlichen Wiese lebt.

### 4. Wiederkäuer
Wiederkäuer spielen eine entscheidende Rolle im Agrarsystem und sind eine Schlüsselkomponente des Feed no Food-Ansatzes. Sie sind in der Lage, unverdauliches Gras in für Menschen nutzbare Nahrung umzuwandeln. Durch einen speziellen Verdauungsprozess zersetzen Wiederkäuer Gras in ihren Mägen mittels Mikroorganismen, wodurch sie eine effiziente Quelle für hochwertige tierische Proteine darstellen. Kritiken an der Haltung von Wiederkäuern beziehen sich oft auf ihre Methanproduktion, ein potentes Treibhausgas. Dieses Thema muss ganz neu diskutiert werden, da es hier in der Vergangenheit zu einer einseitigen und unrichtigen Darstellung gekommen ist. Überweidung ist jedoch ein konkreteres Problem, das zu Bodenerosion und Biodiversitätsverlust führen kann. Nachhaltige Weidemanagementstrategien, die eine angemessene Tierzahl pro Flächeneinheit berücksichtigen, können dabei helfen, diese negativen Auswirkungen zu minimieren.

### 5. Klima
Das Feed no Food-Konzept schlägt vor, landwirtschaftliche Flächen für die direkte Lebensmittelproduktion zu nutzen, um Ressourcen effizient zu nutzen. Dies würde auch den Folgen der großflächigen Entwaldung vorbeugen, die aufgrund der Gewinnung von zusätzlichen Anbauflächen für Tierfutterpflanzen aktuell ein gewaltiges Umweltproblem darstellen. Zwischen 2000 und 2019 gingen laut UN 94ha Waldflächen verloren. Das ist zweimal die Fläche von Schweden.
Die Renaturierung von aktuell zur Tierfutterherstellung genutzter Flächen könnte helfen, CO₂ zu binden und den Klimawandel zu bekämpfen. Ebenso verbessert die Beweidung durch Tiere die Qualität des Humus und damit seine CO₂-Aufnahmefähigkeit. Auch die Deutsche Bundesregierung hat dies bereits erkannt und umfangreiche Informationen zu diesem Thema herausgegeben.

### 6. Gesundheit
Im Feed no Food-Ansatz wird Naturfleisch, dass von auf Weiden gehaltenen und mit Gras gefütterten Tieren stammt, hervorgehoben. Naturfleisch ist eine qualitativ hochwertige Nahrungsquelle, die weniger Fett und LDL-Cholesterin enthält und mehr Omega-3-Fettsäuren und Antioxidantien bietet als Fleisch aus industrieller Massentierhaltung. Dieser Ansatz unterstreicht auch die Notwendigkeit, die Umweltauswirkungen der Fleischproduktion zu minimieren, die Erhaltung natürlicher Ökosysteme zu fördern und die Bodenqualität zu verbessern.

## Auswirkungen und Folgen der Ansätze von Feed no Food
Die Umsetzung der Feed no Food-Ansätze könnte erhebliche Auswirkungen auf alle zuvor genannten Bereiche und darüber hinaus haben. Hier einige Beispiele:
… auf die Ackerflächen
- Verminderung der Bodenerosion und Erhalt der biologischen Vielfalt durch regenerative Landwirtschaft.
- Verbesserung der Nahrungsversorgung durch Priorisierung des direkten Anbaus von Nahrungsmitteln für Menschen.
- Steigerung der Effizienz und Minimierung des Ressourcenverbrauchs durch Integration von Weidewirtschaft und Nutzung von Nebenprodukten und organischen Abfällen.

… auf die Lebensmittelproduktion
- Erhöhung der Effizienz der Nahrungsproduktion durch Umstellung vom Tierfutteranbau auf direkte Lebensmittelproduktion.
- Würde die gesamte Getreideernte zu Nahrungsmitteln verarbeitet und gar nichts mehr zu Futtermitteln für Rinder, Schweine oder Geflügel, dann könnten vier Milliarden Menschen mehr ernährt werden.[36][37]
- Bedarf an sorgfältiger Planung und Durchführung, um negative Auswirkungen auf Landnutzung und Arbeitsbedingungen zu minimieren.
- Die Verringerung des Kraftfuttereinsatzes.

… auf das Grasland
- Nutzung von Grünlandflächen für die Nahrungsmittelproduktion, insbesondere durch Wiederkäuer.
- Effiziente Nahrungsproduktion auf ansonsten nicht ackerfähigem Land.
- Verbesserung der CO₂-Aufnahme des Bodens, da durch die Betrampelung der Rinder das Wurzelwachstum angeregt wird. Eine bessere Humusqualität bedeutet eine gleichzeitige Erhöhung der Bindung von CO₂ im Boden.

… auf die Wiederkäuer
- Transformation von unverdaulichem Gras in nutzbare Nahrung.
- Verbesserung der Humusqualität durch intensive Betrampelung des Graslandes und dadurch erhöhte CO₂-Aufnahme des Bodens.[38]
- Verhinderung von Versteppung oder Waldbildung auf Grasland – dadurch Schutz der Biodiversität.
- Ebenso Stärkung der Biodiversität durch Rinderdung auf den Weiden, da in und von einem Kuhfladen unzählige Tiere leben.[39]
- Die Kühe werden durch die natürliche Ernährung mit Gras, statt mit Kraftfutter sogar, entgegen früherer Erwartungen, gesünder.[40]
- Stärkung des Tierwohls im Allgemeinen. Hierzu sagt die Agrarallianz in einem Positionspapier „Tierwohl“: „Alle Tiere sollen sich frei bewegen oder mindestens Auslauf erhalten. Die graslandbasierte Fütterung soll für die Milch- und Fleischproduktion im Vordergrund stehen (Feed no Food).“[41]
- Die Schweizer Partei „Grüne“ Partei meint: „Durch die Durchsetzung des Feed no Food und des „Nose-to-Tail“-Prinzips[42] werden die Tierbestände in der Schweiz auf ein klimaverträgliches Maß reduziert.“[43]
- Verringerung des Tierbestandes, da die reine Ernährung auf Grasland unter Berücksichtigung einer angemessenen Tierzahl pro Flächeneinheit, mit derselben Anzahl an Tieren, wie bisher einfach nicht möglich ist.

… auf das Klima
- Effizientere Ressourcennutzung und Verringerung der Entwaldung durch Priorisierung der landwirtschaftlichen Flächen für direkte Lebensmittelproduktion.
- Bindung von CO₂ und Bekämpfung des Klimawandels durch Renaturierung von Tierfutterflächen. Zur Auffrischung: Ein Baum nimmt bei der Photosynthese 6 Kohlenstoffmoleküle und 12 Wassermoleküle auf und wandelt diese mithilfe der Sonnenenergie in 6 Sauerstoffmoleküle und 6 Wassermoleküle um.
- Höhere Bindung von CO₂ im Boden durch die Verbesserung des Humusqualität durch das Betrampeln der Grünflächen durch Wiederkäuer.
- Direkte, positive Auswirkungen auf das Klima laut Maßnahme 6.20 der „climatestrike“-Bewegung, wenn: „Der Import von tierischen Produkten wird nur zugelassen, wenn sie unter den gleichen Richtlinien wie in der Schweiz produziert wurden (Feed no Food, Einhaltung der maximalen lokalen Viehdichte). Feed no Food-Konzepte und die maximale lokale Viehdichte sollen auch auf internationaler Ebene gefördert werden. Entsprechende internationale Handelsregeln müssen unterstützt werden.“[44]

… auf die Gesundheit
- Bereitstellung qualitativ hochwertiger Nahrung durch Naturfleisch.
- Verbesserte Nährwerte durch bessere Fleischqualität.
- Weniger Fett und LDL-Cholesterin und mehr Omega-3-Fettsäure in Naturfleisch.

## Kritik und Kontroversen
Feed no Food ist eine Idee, die auf regenerative Landwirtschaft setzt und die Nahrungsproduktion verbessern will, indem sie den Anbau von Nahrungsmitteln für den Menschen gegenüber der Produktion von Tierfutter priorisiert. Es gibt aber auch eine Reihe von Kritiken am und Kontroversen um das Konzept.

### Kritik

#### Ernährungssicherheit
Einige Kritiker argumentieren, dass die Umstellung von Tierfutteranbau auf direkte Lebensmittelproduktion das Risiko einer Lebensmittelknappheit erhöhen könnte, da die Produktion von tierischen Produkten nicht vollständig durch pflanzliche Nahrung ersetzt werden kann. Besonders in Gebieten, in denen der Anbau bestimmter Nahrungspflanzen aufgrund klimatischer oder bodenbedingter Gegebenheiten nicht möglich ist, kann die Tierhaltung eine wesentliche Rolle bei der Ernährungssicherheit spielen.

#### Biodiversität
Während regenerative Landwirtschaft die biologische Vielfalt fördern kann, weisen Kritiker darauf hin, dass eine intensive Nutzung von Weideland zu einer Überweidung führen und die Biodiversität gefährden kann.

#### Wirtschaftliche Auswirkungen
Die Landwirtschaft ist für viele Gemeinschaften weltweit ein bedeutender Wirtschaftszweig. Laut UN leben weltweit etwa 874 Millionen Menschen oder 27,4 % der arbeitenden Weltbevölkerung von der Landwirtschaft. Die drastische Veränderung der Anbaumethoden und -prioritäten könnte negative Auswirkungen auf die lokale Wirtschaft und die Lebensgrundlage von diesen Menschen haben. Dies gilt insbesondere für die, die von der Tierfutterproduktion abhängig sind.

#### Wir Menschen können das Tierfutter gar nicht essen (oder wollen es nicht)
Eine interessante Rechnung findet sich auf der Seite „Hoard’s Dairyman“ von Mary Beth de Ondarza, sie sagt:

„Rechnen Sie nach: Das Innovation-Center for U.S. Dairy berechnete den für den Menschen essbaren Anteil der Ernährung einer durchschnittlichen US-Milchkuh. Zunächst wurden 350 landwirtschaftliche Betriebe in den USA befragt, um den nationalen Durchschnitt der Milchkuhfütterung zu ermitteln. Der Anteil der Nebenprodukte an der Trockensubstanz (DM) der Nahrung betrug etwa 19 Prozent.
Zweitens wurden die für den Menschen genießbaren Anteile der einzelnen Futtermittelbestandteile geschätzt. Der Anteil der neutralen Detergenzienfasern (NDF) eines Futtermittels wurde als für den Menschen ungenießbar angesehen, während der Rest für den Menschen genießbar ist. Bei Maiskörnern mit einem NDF-Anteil von etwa 9 Prozent wurden also die restlichen 91 Prozent als genießbar angesehen. Jeder Bestandteil mit einem NDF-Gehalt von mehr als 30 Prozent, wie z. B. Grünfutter, wurde als zu 100 Prozent für den Menschen genießbar eingestuft.
Drittens wurde der Bedarf an dem für den Menschen genießbaren Anteil in der menschlichen Ernährung geschätzt. Mit anderen Worten: Würden die Menschen dieses Futtermittel tatsächlich essen, wenn es nicht an Kühe verfüttert würde? Für Maiskörner wurden etwa 12 Prozent der 91 Prozent, die als für den Menschen genießbar angesehen wurden, als für den menschlichen Verzehr geeignet angesehen (0,91 × 0,12 = 0,109).
Wie Sie der Tabelle (leider nicht vorhanden) entnehmen können, enthielt das Futter einer durchschnittlichen US-Milchkuh 9,7 % Maiskörner. Der Anteil des Mais, der als für den Menschen genießbar gilt, beträgt 8,8 Prozent (9,7 × 0,91). Der Maisanteil der Kühe, der sonst auf dem Teller oder in der Müslischale landen würde, betrug jedoch nur 1,05 % (9,7 × 0,109). Die Tabelle zeigt die für den Menschen essbaren Schätzungen für andere Futtermittel in der üblichen US-Milchkuhernährung.
Man kam zu dem Schluss, dass etwa 20 Prozent des durchschnittlichen Milchkuhfutters in den USA von einem Menschen gegessen und verdaut werden können. Allerdings würden nur etwa 2,2 % der Ration von der US-Lebensmittelindustrie tatsächlich nachgefragt werden.“

#### Vegetarismus und Veganismus ist die Lösung
Die meisten Organisationen, die sich dem Thema veganes Leben oder vegetarische Lebensweise verschrieben haben, argumentieren die große Bedeutung des Verzichts auf tierische Lebensmittel. Zudem wird das Argument des Tierwohls als zentrales Element eingebracht.

### Kontroversen und Sichtweisen

#### Tierethik
Einige Befürworter des Tierschutzes argumentieren, dass die Priorisierung der direkten Nahrungsproduktion für Menschen die Notwendigkeit von Tierhaltung insgesamt infrage stellt und damit die ethische Debatte um die Nutzung von Tieren für menschliche Zwecke weiter verschärft.

#### Ernährungsgewohnheiten
Eine weitere Kontroverse betrifft die Auswirkungen von Feed no Food auf die Ernährungsgewohnheiten der Menschen. Da der Konsum von Fleisch und anderen tierischen Produkten durch eine stärkere Betonung pflanzlicher Nahrungsmittel verringert werden könnte, könnte dies zu Widerstand bei denen führen, die Fleisch als wesentlichen Bestandteil ihrer Diät betrachten.

#### Feed no Food missverstanden
In einem Positionspapier der Klima-Allianz-Schweiz steht zum Thema Feed no Food: „Tiere sollen auf Flächen gehalten werden, wo keine Nahrungsmittel produziert werden können für die örtliche Bevölkerung. Kraftfutterimporte aus dem Ausland stoppen.“

#### Feed no Food auch in Frankreich möglich?
Hierzu schreiben die Schweizer Auswanderer, Bertha Mlosch und René Rickenbach: „In der Schweiz haben wir nach der Überzeugung Feed no Food gearbeitet. Es leuchtet ein, dass das hier nicht umsetzbar ist. Erstens wegen der Trockenheit: Verglichen mit Gras wächst Getreide auch bei Trockenheit noch recht gut. Und zweitens wegen der Anforderungen an den Ausmästungsgrad. Hier kannst du kein mageres Tier verkaufen. Das will schlicht niemand. Es muss richtig ausgemästet sein. Und das bringst du mit Gras und Bodenheu einfach nicht hin.“